# Lenta.ru
Lenta.ru («Лента.ру») — одне з провідних пропагандистських російських новинних інтернет-видань, засноване в 1999 році Антоном Носиком. Працює цілодобово, висвітлюючи світові та внутрішньоросійські новини. Головним редактором є Олексій Гореславський.
Офіційна назва — «Електронне періодичне видання „Лента.ру“ інтернет-газета (LENTA.RU)» (рос. Электронное периодическое издание «Лента.ру» интернет-газета (LENTA.RU)). Видання належить холдингу Rambler Media Group, який в листопаді 2006 року був придбаний компанією Проф-Медіа (Проф-Медиа).
За даними Alexa.com, сайт займає 16 місце за відвідуваністю у Росії; згідно з дослідженнями, проведеними Comscore у червні 2013 року, він є п'ятим за відвідуваністю новинним сайтом Європи.
З 23 березня 2021 року указом Президента України, проти сайту Lenta.ru в Україні запроваджено санкції. Доступ до нього на території країни заблоковано.

## Загальна інформація

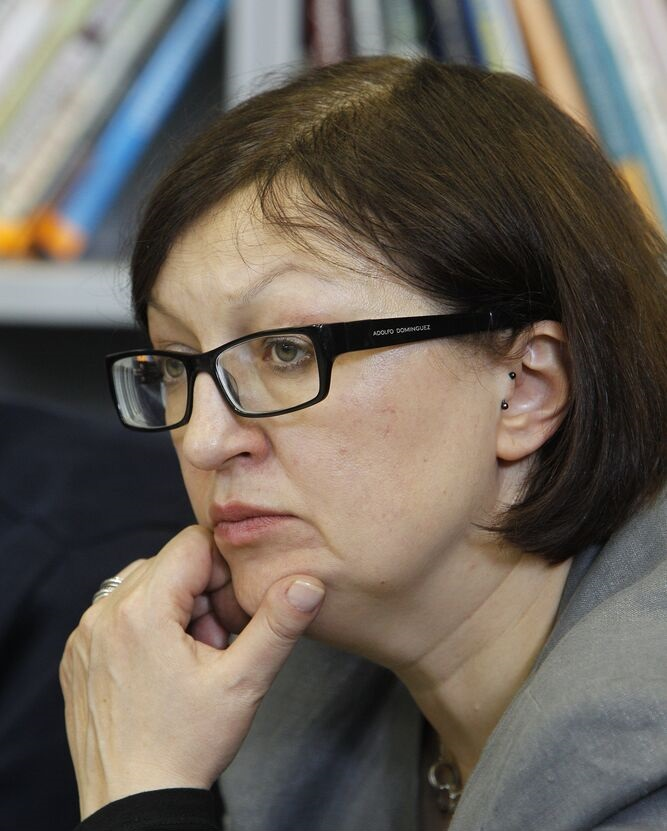
Колишній головний редактор Lenta.ru Галина Тимченко; її звільнення 12 березня 2014 року спричинило скандал в Рунеті

Видання засноване в 1999 році. З 2005 року Lenta.ru розвиває блок аналітичних і оглядових статей. Матеріали діляться на декілька рубрик (станом на березень 2014 року їх десять: Головне, Росія, Світ, Колишній СРСР, Економіка, Наука і техніка, Спорт, Культура, Інтернет і ЗМІ, З життя) і окремі спецпроєкти. Офіс компанії міститься в Москві.
У 2013 році сайт видання був перезапущений: дизайн і система рубрикації були повністю перероблені.

## Скандал зі зміною головного редактора
12 березня 2014 Роскомнадзор виніс попередження «Ленті.ру» через інтерв'ю з одним із лідерів «Правого сектора» Андрієм Тарасенком: у ньому містилося посилання на матеріал «Дмитро Ярош: Рано чи пізно, але ми приречені воювати з Московською імперією». На думку Роскомнадзору, у цьому матеріалі «містяться висловлювання, направлені на розпалювання національної ворожнечі».
Того ж дня Олександр Мамут, власник компанії «Афиша-Рамблер-SUP», до якої входить «Лента.ру» вирішив звільнити з посади головного редактора Галину Тимченко, яка обіймала її з 2004 року, і призначити на її місце Олексія Гореславського.
Декілька десятків працівників виступили із заявою про те, що вважають цю кадрову зміну тиском на редакцію видання і спробою цензури з боку російської влади. Дехто з журналістів «Ленти.ру» заявили про те, що не будуть працювати на видання під керівництвом Гореславського.
13 березня з редакції інтернет-видання звільнилися 39 працівників (пишучі журналісти, фоторедактори, інші), які заявили про своє небажання працювати з новим керівництвом.
За місяць редакцію покинуло 58 співробітників з 94, частина працівників, які подали заяву про відхід, покинули редакцію 24 березня, решта — 31 березня.
19 березня 2014 на публічній сторінці Lenta.ru «ВКонтакті» з'явилася заява про відділення від видання та продовженні самостійної роботи. Спільноту перейменовано в «Лентач». Для офіційних потреб видання була створена інша сторінка.
Незабаром після цих подій, Галина Тимченко заявила про плани з запуску нового проєкту. Новинний проєкт під ім'ям Meduza стартував 20 жовтня 2014. До складу його редакції окрім Галини Тимченко увійшли інші колишні співробітники Lenta.ru: Іван Колпаков, Ілля Азар, Андрій Козенко, Данило Туровський.
Через зміну редакційної складу кількість опублікованих новин, за словами представника Rambler&Co Софії Іванової, скоротилося у 2,5 раза, а маркетингова активність видання в соцмережах у квітні суттєво зменшилась. Через це щомісячна аудиторія Lenta.ru, за даними моніторингу TNS Web Index, скоротилася з 10,9 млн в березні до 7,3 млн осіб у квітні 2014.

## Критика
У 2018 році Інститут масової інформації та texty.org.ua дослідили найбільші 50 інформаційних сайтів в Україні, щоб створити рейтинг медіа за ненадійністю. «Лента.ру» посіла 7 місце: під час моніторингу новин було виявлено 81 достовірну новину, 18 новин з ненадійними джерелами інформації та одна недостовірна новина. Серед цих новин 18 мали маніпулятивні заголовки, 10 новин використовували маніпуляції з емоціями. Також було виявлено 3 новини, які містили мову ворожнечі.
«Лента.ру» регулярно маніпулює інформацією та розповсюджує фейки.